# Kladešćica
Kladešćica is een plaats in de gemeente Sveti Ivan Zelina in de Kroatische provincie Zagreb. De plaats telt 2 inwoners (2001).